# Os Virguloides
Os Virgulóides foi uma banda brasileira formada em São Paulo.
Era uma banda caracterizada pelas suas letras bem humoradas e repletas de sarcasmo, e pela mistura de ritmos distintos, como o rock e o samba. 

## Carreira
Foi criada pelo trio Henrique Lima (vocal e guitarra), Beto Demoreaux (baixo) e Paulinho Jiraya (bateria) na Cidade Dutra, Zona Sul de São Paulo, na segunda metade dos anos de 1990. O nome da banda surgiu da fusão de nomes de Virgulino Ferreira da Silva, o "Lampião", e do desenho animado Os Herculóides.
O produtor Carlos Eduardo Miranda foi o responsável pela produção e gravação do primeiro disco do grupo, lançado em 1997 pelo selo independente Excelente e intitulado Virgulóides?. O álbum de estreia dos Virgulóides vendeu mais de 200 mil cópias e contém o principal hit da banda: "Bagulho no Bumba", música que ficou na posição 33 das 100 músicas mais tocadas de 1997 no Brasil. No mesmo ano, a banda ganhou o Prêmio Multishow de Artista Revelação em 1997.
Pouco antes de eles assinarem com a Polygram e lançarem o novo álbum, Marcello Cassettari, o "Marcello Fumaça" (guitarra e cavaquinho) entra na banda.
Em 1998, os Virgulóides lançaram seu segundo disco, Só Pra Quem Tem Dinheiro?, pela PolyGram, produzido por Liminha. O álbum contou com a participação de Bezerra da Silva na faixa "Alcoólatra da Fumaça" e dos Raimundos na regravação de "Eu Sou Rebelde".
Após um período sem gravadora, o grupo lançou seu terceiro disco: As Aventuras dos Virgulóides, pela BMG em outubro de 2000, com produção do inglês Paul Ralphes (baixista da banda inglesa Bliss). No ano seguinte, Marcello Fumaça sai da banda, que posteriormente apresentou-se no Rock in Rio, no Rio de Janeiro.
Depois de passar um ano sem conseguir contrato para shows e o novo disco não vingar, a banda resolve encerrar suas atividades.
Em 2012, o grupo voltou à ativa como trio, para um show na Virada Cultural de São Paulo, e o vocalista Henrique Lima confirmou o retorno definitivo da banda. No ano seguinte, a banda se apresentou no programa “Som Brasil”, da TV Globo.
Em 20 de agosto de 2018, Marcello Fumaça morre aos 51 anos em Mongaguá, após um escorregão no banheiro de casa que lhe custou duas costelas quebradas.

## Integrantes
- Henrique Lima - voz, violão e guitarra
- Beto Demoreaux - baixo e voz
- Paulinho Jiraya - bateria, percussão e cavaquinho

### Músicos de apoio
- Negrelli - percussão e backing vocal
- Biroska - percussão
- Alex Fornari - Guitarra
- Rafael (Gargamel) - Guitarra

### Ex-integrantes
- Marcelo Fumaça (Marcelo Cassettari - 1967-2018)- backing vocal, guitarra-base e cavaquinho[14][15]

## Discografia
- 1997 - Virgulóides? • Excelente Discos
- 1998 - Só Pra Quem Tem Dinheiro? • Polygram
- 2000 - As Aventuras dos Virgulóides • BMG

## Prêmios
- Artista Revelação - Prêmio Multishow de Música Brasileira 1997 - Venceu
- Escolha da Audiência -  VMB 1997 - Indicado
- Melhor Videoclipe de Artista Revelação -  VMB 1997 - Indicado